# Prozessmanagement
Prozessmanagement [-ˈmænɪdʒmənt], auch Geschäftsprozessmanagement (GPM), beschäftigt sich mit der Identifikation, Gestaltung, Dokumentation, Implementierung, Steuerung und Optimierung von Geschäftsprozessen. Ganzheitliche Ansätze des Geschäftsprozessmanagements adressieren nicht nur technische Fragestellungen, sondern insbesondere auch organisatorische Aspekte, wie die strategische Ausrichtung, die Organisationskultur oder die Einbindung und Führung von Prozessbeteiligten.
„Wer macht was, wann, wie und womit?“ ist eine zentrale Fragestellung. Zur Verbesserung und Steuerung werden entsprechende Kennzahlen verwendet. Diese Kennzahlen können zum Beispiel in einer Balanced Scorecard dargestellt werden.

Prozessmodell (Demingkreis)

## Ziele und Aktivitäten
Ziel des Geschäftsprozessmanagements ist es, die in jedem Unternehmen existierenden Informationen zu den eigenen Geschäftsprozessen zu nutzen, um sich auf den Kunden einzustellen und als Ergebnis die Unternehmensziele besser zu erreichen. Insbesondere gehören dazu:
- Kennen der eigenen Geschäftsprozesse,
- Gestalten und Verbessern der Prozesse, Geschäftsprozessoptimierung,
- Dokumentieren der Abläufe, beispielsweise weil Rechtsnormen dies verlangen,
- prozessorientierte Kostenkalkulation,
- Abbilden der Unternehmenseinheit mit fest definierten Rollen und Rechten,
- so flexibel wie nötig sein, so dass die Ausnahme zur Regel werden kann,
- Festlegen klarer Schnittstellen zwischen Prozessen, so dass Prozessketten und Verschachtelungen von Prozessen einfach gebildet werden können.

Aus den Zielen ergeben sich daher folgende Tätigkeitsbereiche für das Geschäftsprozessmanagement:
- Planen und Modellieren von Prozessen,
- Durchführen der Arbeiten beziehungsweise Arbeiten nach Prozessen,
- Überwachen der Prozesse.

Die Erkenntnisse aus dem Überwachen fließen idealerweise in einem Kreislauf wieder in die Planung ein.
Geschäftsprozessmanagement im Zusammenhang mit der IT hat vor allem die Abstimmung von Geschäftsfunktionen und IT im Fokus. Daraus ergeben sich dann die folgenden Ziele:
- erhöhte Effizienz
- erhöhte Transparenz
- erhöhte Flexibilität
- bessere Qualität
- reduzierte Kosten
- Erschließung neuer Geschäftsmodelle.

## Planen und Modellieren der Geschäftsprozesse
In der Planungsphase geht es darum, die Geschäftsprozesse als Typen zu identifizieren. Dabei können entweder existierende Prozesse herausgefunden beziehungsweise dokumentiert oder die Prozesse neu geplant werden. Die Geschäftsprozessmodellierung basiert im Allgemeinen auf standardisierten Modellierungssprachen wie zum Beispiel Ereignisgesteuerten Prozessketten (EPK), UML-Aktivitätsdiagrammen, Folgeplan oder Business Process Model and Notation (BPMN). Durchgesetzt hat sich die von Hartmut F. Binner Anfang der 80er Jahre entwickelte rollenbasierte Swimlanedarstellung, die auch wichtiges Strukturelement im weltweit gültigen Prozessvisualisierstandard BPMN 2.0 ist.
Eine Möglichkeit ist es, in einem ersten Schritt nur Regeln zum Aufzeichnen des Prozessablaufes festzulegen. Damit werden dann Daten aufgezeichnet. Mittels Process-Discovery (Teil des Process-Minings) wird dann versucht, tatsächliche Prozesse herauszufinden. Eine weitere Möglichkeit ist die Erstellung eines MITO-Prozessmodells mit Führungs- und Leitungsprozessen sowie Kernprozessen und vor- und nachgelagerten Unterstützungsprozessen entsprechend der High Level Structure für Integrierte Lastsysteme.
Die so identifizierten Prozesse können dann analysiert und als Grundlage für weitere Planungen verwendet werden. Es ist auch möglich, ihnen verantwortliche Rollen oder Personen zuzuordnen: Prozesseigner oder Prozessverantwortliche. Für die gesamte Koordination über alle Geschäftsprozesse hinweg existiert manchmal auch die Rolle des Prozesskoordinators als Verantwortlichen für die Prozess Governance.
Organisationswissenschaftliche Untersuchungen heben die Bedeutung des sogenannten Prozessmapping hervor. Beim großformatigen Visualisieren vollständiger Ist-Abläufe sammeln Projektteams sämtliche Aktivitäten, Rollen, Informations- und Materialflüsse und bringen sie als Landkarte an die Wand. Eine Langzeitstudie von Huising (2019) zeigt, dass dieser auf Zusammenarbeit gestützte Kartierungsprozess den Beteiligten ein ganzheitliches Strukturwissen vermittelt: Sie erkennen, dass die Organisation kein statischer Apparat, sondern ein durch soziale Interaktionen ständig (re)produzierter Prozess ist. Dieses Wissen stärkt einerseits das Gefühl von Handlungsfähigkeit („Empowerment“), kann andererseits aber zu Entfremdung von bisherigen Kernaufgaben führen, wenn deren Wertbeitrag als gering wahrgenommen wird.
In der Sachbearbeitung kann häufig nur ein geringerer Teil in strukturierten Prozessen vorgedacht werden. Der überwiegende Teil ist unstrukturiert oder nur in Teilen strukturierbar, das heißt nicht oder nur wenig vorhersehbar. Man spricht auch von Case Management (Fallmanagement). Case Manager sind für einen Fall verantwortlich und entscheiden aufgrund ihrer Erfahrung, was die nächsten Schritte sind und wen sie an der Bearbeitung des Falls beteiligen. Typische Arbeitsplätze sind die von Mitarbeitern der Arbeitsagenturen, von Richtern, von Bankern im Bereich von Spezialkrediten, beim Customer Support. Krankenhausprozesse sind ebenfalls nicht vorherbestimmbar. Hinzu kommen das Event Management und alle Arbeitsplätze, an denen sehr kreativ gearbeitet wird. Daraus ergeben sich Herausforderungen in der Messbarkeit dieser Prozesse und damit ihrer Optimierbarkeit.

## Prüfen der Geschäftsprozesse
Vor der Umsetzung neuer oder umgestalteter Geschäftsprozesse in die Praxis bietet sich deren Prüfung hinsichtlich ihrer Zielerreichung (Kosten, Zeit und Qualität, aber auch Warendurchsatz, Ressourcenallokation o. ä.) durch eine Simulation auf Basis der Prozessmodelle oder eine Prozesskostenrechnung an.

## Prozessumsetzung
Die Planung fließt in die Prozessdurchführung ein. Die klassischen Mittel zum Organisieren der Ablauforganisation können zum Einsatz kommen. Man kann Prozessmodelle auch in eine Process- beziehungsweise Workflow-Engine übertragen und darin ausführen lassen. In der Regel sind dazu eine Reihe weiterer technischer Informationen durch IT-Spezialisten anzureichern, wie etwa der technische Aufruf einer Anwendung lautet, welche Parameter übergeben werden sollen, was im Fehlerfall passieren soll. In der Regel besitzen die Engines Restriktionen, so dass das Modell angepasst werden muss. Zudem ist die organisatorische Sicht häufig weniger differenziert oder überdifferenziert. Im letzten Fall werden aus mehreren Aktivitäten nur eine, da der Rest der Aufgaben in der aufgerufenen Anwendung selbst ausgeführt wird.

## Überwachen der Prozesse, Dokumentieren, Statistiken

### Kurz- und langfristige Aktivitäten
Das Überwachen von Geschäftsprozessen beinhaltet einerseits kurzfristige Aktivitäten wie zum Beispiel festzustellen, dass ein Team mit Aufträgen überhäuft ist, andererseits auch längerfristige Aktivitäten wie Kennzahlen zu erzeugen, die wieder in die Planung einfließen können.

### Process-Mining
Zu den methodischen Anwendungen der systematischen Prozessplanung gehört auch das Aufklären der tatsächlichen Abläufe von wiederholt durchlaufenen Prozessen. Das so genannte Process-Mining (nach van der Aalst) ist eine systematische Erweiterung des Data-Minings auf final oder besser noch temporal geordnete Daten. Bedeutsam ist neben der Dauer einzelner Prozessabschnitte zwischen Ereignissen vor allem die Ressourcenbindung der beteiligten Personen und der benutzten Infrastrukturen.
Diese Auswertungen dienen beispielsweise
- der Betriebsdatenabrechnung,
- der Vorkalkulation,
- der Prozessoptimierung oder
- der Fehlersuche.

Dazu werden die gesammelten Daten aus der Prozessausführung, beispielsweise Logfiles benutzt. Diese stellen bei Netzwerk-gebundenen Prozessen die Authentisierungsserver zur Verfügung.

### Dokumentation von Prozessabläufen
Gespeichert werden die Prozessdaten laufender und abgelaufener Prozesse in einer Prozessdatenbank (Process Warehouse). Das ist ein spezialisiertes Data-Warehouse, in dem die Geschäftsprozessdaten vorkonfiguriert archiviert und wiederholt systematisch ausgebeutet werden können. Der Zugriff sollte einfacher sein als mit einer unspezifischen Datenbank.

### Kennzahlen
Kennzahlen zum Beispiel aus der Logistik lassen sich generell auch für die Verwaltung von Geschäftsprozessen anwenden. Beispiele sind:
- Durchlaufzeit: Wann kann man mit einem Ergebnis rechnen, gesamter Zeitbedarf einer kompletten Prozessdurchführung,
- Liegezeit: Zeiten, in denen keine Aktivität im Prozess stattfindet, Kriterium für Verbesserungspotenzial,
- Einarbeitungszeit oder Rüstzeit: Muss ein Prozessbeteiligter zu oft die Aufgabe wechseln, steigt diese Zeit,
- Kommunikationskennzahlen (wer schickt zu wem, redet mit wem): Es kann zweckmäßig sein, räumliche Nähe herzustellen,
- Bearbeitungszeit: Wie lange braucht jemand, um eine Aufgabe zu erledigen.

All diese Kennzahlen werden erst durch Summieren oder Berechnung des Durchschnitts aussagekräftig. Außerdem können somit Kosten zugeordnet werden.

### Dokumentieren und Nachvollziehen
Speziell in der Arzneimittel- und Halbleiterindustrie wird großer Wert auf Nachvollziehbarkeit gelegt. Gesetzliche Vorschriften verlangen, dass man zum Beispiel feststellen kann, wer wann was in genau diese Packung Medikament gemischt hat. Auch in anderen Branchen wird auf Nachvollziehbarkeit zunehmend Wert gelegt, indem Verantwortliche eine höhere Haftung übernehmen müssen (Organisationsverschulden).
Unterstützende Methoden sind z. B. Lean Management, Six Sigma, Total-Quality-Management.

## Optimieren der Prozesse
Es gibt viele Ansätze auf Basis von Geschäftsprozessmodellen eine gezielte Prozessverbesserung oder ein kontinuierliches Prozessmanagement zu betreiben. Wurden Geschäftsprozesse in geeigneter Weise modelliert, können Unternehmen Detailanalysen durchführen, die Verbesserungen einleiten und steuern. Mittels Prozesscontrolling kann anschließend ermittelt werden, ob die Ziele der Verbesserungen erreicht wurden und ob die eingeleiteten Maßnahmen geeignet waren (oder zukünftig angepasst werden sollten).
Empirische Befunde aus Business-Process-Redesign-Projekten verdeutlichen, dass tiefgehende Prozessanalysen weit über betriebswirtschaftliche Kennzahlen hinauswirken. Mitarbeitende, die während der Analyse- und Designphase ein detailliertes Verständnis der organisationsweiten Abläufe erlangen, wechseln nicht selten bewusst von zentralen Linienpositionen in eher periphere Change-, Lean- oder Qualitätsmanagement-Rollen, um dort wirksamer gestaltend tätig sein zu können. Die Arbeit von Huising identifiziert zwei komplementäre Mechanismen:
- Empowerment – Das neue Strukturwissen macht Möglichkeiten der Systemgestaltung sichtbar und motiviert zum aktiven Wandel.[3]
- Alienation – Die Einsicht in nicht-wertschöpfende oder ineffiziente Tätigkeiten führt zu einer Distanzierung von bisherigen Aufgaben und Karrierepfaden.[3]

### Wertkettenanalyse

Das Modell einer Wertkette nach Michael E. Porter

Die Wertkettenanalyse untersucht die Unterschiede der Wertkette gegenüber Mitbewerbern, wodurch sie Verbesserungspotentiale (z. B. Kostensenkung, Qualitätssteigerung oder Lieferzeitoptimierung) und Wettbewerbsvorteile (z. B. Alleinstellungsmerkmale, Differenzierungsmöglichkeiten oder Zusatznutzen) aufzeigt. Die Wertkettenanalyse untersucht dazu die strategisch bedeutsamen Aktivitäten eines Unternehmens in ihren Interaktionen mit Lieferanten, ihren Interaktionen untereinander und ihren Interaktionen mit Abnehmern hinsichtlich der entstehenden Kosten und des erzeugten Nutzens/Wert für die Abnehmer. (Kapitel 2 Wertkette und Wettbewerbsvorteile)

### Organisationsanalyse
Die Organisationsanalyse beschreibt und bewertet systematisch solche Merkmale eines Unternehmens, die für das Funktionieren und die Effektivität relevant sind. Die aus der Untersuchung der Merkmale gewonnenen Informationen sollen organisatorische Verbesserungen treiben oder zukünftige Entscheidungen begründen. Eine Organisationsanalyse kann aber auch aus anderen Gründen erfolgen, wie der Verbesserung der Kommunikation im Unternehmen, der Einbindung und Motivation der Mitarbeiter oder dem Vergleich mit den Mitbewerbern. Andreas P. Wenger und Adrian Ritz führen dazu aus: «Doch organisationale Verbesserungen, die sich auf das Leistungsergebnis auswirken, stehen im Mittelpunkt.» (Kapitel 2 Warum eine Organisationsanalyse?)

### Business-Impact-Analyse

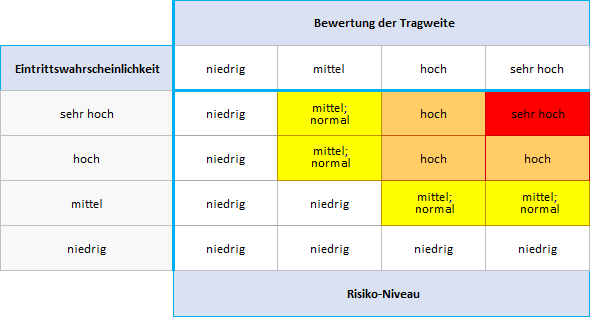
Beispiel für ein Schema zur Bestimmung des Risiko-Niveaus

Die Business-Impact-Analyse (BIA) untersucht die potenziellen Risiken (z. B. Naturkatastrophen, Cyberangriffe/Einbrüche/Vandalismus/Diebstähle oder Verlust von Zulieferungen), die für ein Unternehmen eine wesentliche Störung des Geschäftsbetriebs hervorrufen. Auf Basis der dabei gewonnenen Erkenntnisse werden Strategien entwickelt, um die aus den Risiken erwachsenden Auswirkungen zu minimieren. (Kapitel 5 Business-Impact-Analyse und Risikobewertung)
Für ein generelles, langfristiges und im Unternehmen verankertes Risikomanagement empfiehlt sich die ISO 31000, für ein auf Informationssicherheits-Risiken fokussiertes Risikomanagement empfiehlt sich die ISO/IEC 27005.

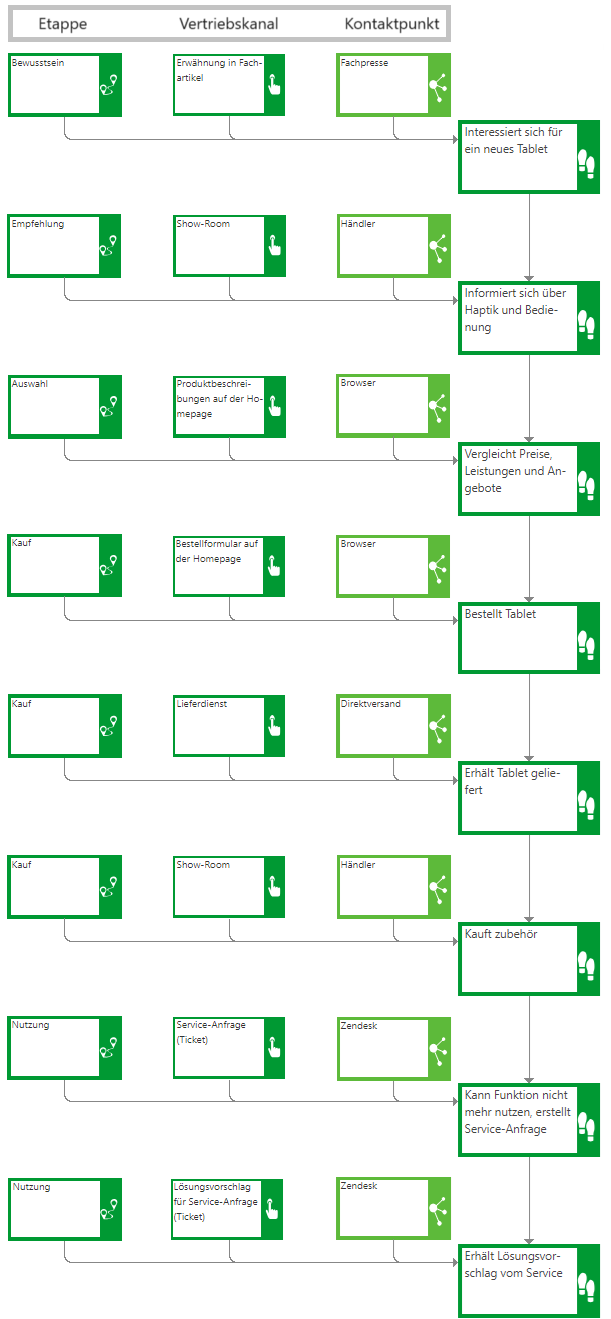
Beispiel für eine Customer-Journey-Map mit Etappen, Vertriebskanälen, Customer Touchpoints und Customer-Journey-Steps in [https://www.symbioworld.com/de/product Symbio Process Designer

### Customer Touchpoint Analyse
Die Customer Touchpoint Analyse untersucht die Kundeninteraktionen mit einem Unternehmen im Laufe der Zeit (Customer Journey). Sie betrachtet die Geschäftsprozesse des Unternehmens aus dem Blickwinkel der Kunden, dem Organisationsstrukturen, Abteilungsgrenzen oder Kommunikationskultur nicht bekannt sind und der das Unternehmen ausschließlich über die Erfüllung seiner Bedürfnisse und Erwartungen bewertet.

### Medienbruch-Analyse und Systembruch-Analyse
Diese Analysen betrachnten die Medien (Dokumente, Dateien oder Datenbanken) und IT-Systeme (Lokale Systeme, Client-Server-Systeme oder Web-Dienste), die in den Geschäftsprozessen genutzt werden. Sie geht davon aus, dass Medienwechsel (handschriftliche Notizen, Formulare/Dokumente oder Datensätze) oder Systemwechsel (Import/Export, Dateiaustausch oder Datensynchronisation) zu Mehrarbeit, Doppelerfassungen oder Datenverlusten führen (können) und somit zusätzliche Kosten und Qualitätseinbußen verursachen. Mit diesen Analysen werden Fehlerquellen aufgedeckt und Handlungsspielräume für Verbesserungen des Informationsfluss aufgezeigt.

### Kapazitätsanalyse
Die Kapazitätsanalyse untersucht den Bedarf an Ressourcen (Mitarbeiter, Maschinen und Material/Hilfsstoffe) im Vergleich zu den tatsächlich verfügbaren Ressourcen. Auf Basis der Geschäftsprozessmodelle kann der Kapazitätsbedarf der einzelnen Ressourcen pro Prozess ermittelt werden und als Entscheidungshilfe für die Ressourcenplanung dienen oder Möglichkeiten zum Belastungsausgleich aufzeigen. Die Kapazitätsanalyse kann Nebenprodukt der Prozesskostenrechnung sein.

### Verschwendungs-Analyse
Die Verschwendungs-Analyse (auf Japanisch: muda) dient zur Identifizierung von Aktivitäten, die nicht zur Wertschöpfung beitragen. Deren Abbau hat einen positiven Effekt auf die Kosten pro Prozessausführung und damit auf die Gesamtproduktivität. Taiichi Ohno (1912–1990) formulierte sieben Arten der Verschwendung (seven types of waste). Diese zu minimieren ist die Kernidee von Lean Management („Werte ohne Verschwendung schaffen“) und finden sich in einigen speziellen Ausprägungen des Lean Managements, z B. in der Lean production, wieder.

### Komplexitätskosten-Analyse
Die Komplexitätskosten-Analyse untersucht die Mehrkosten, die entstehen um eine Vielzahl unterschiedlicher Produkte oder Produktvarianten zu entwickeln, zu produzieren, zu handhaben, zu verkaufen und zu reparieren. Die Bestimmung der Mehrkosten bezieht sich dabei auf alle Mehraufwendungen von Produktvarianten gegenüber dem jeweiligen Standardprodukt. Die Komplexitätskosten-Analyse wirkt der Tendenz entgegen, Produktvarianten mit hoher Stückzahl tendenziell zu teuer und Sonderlösungen tendenziell zu günstig zu kalkulieren und hilft, strategische Fehlentscheidungen zu vermeiden.

### Wirtschaftlichkeitsanalyse
Die Wirtschaftlichkeitsanalyse ist ein Verfahren zur Bestimmung der Wirtschaftlichkeit eines Projekts, einer Anwendung oder eines Produkts. Dabei wird bestimmt, ob sich ein bestimmtes Vorhaben lohnt. Die Wirtschaftlichkeitsanalyse von Prozessanpassungen ist nur aussagekräftig, wenn ein klar abgegrenzter Wirkungs- und Gestaltungsbereich für die Prozessanpassungen definiert ist. Sind die Voraussetzungen gegeben, kann durch einen Variantenvergleich mittels Prozesskostenrechnung die Wirtschaftlichkeit von Prozessanpassungen analysiert werden.

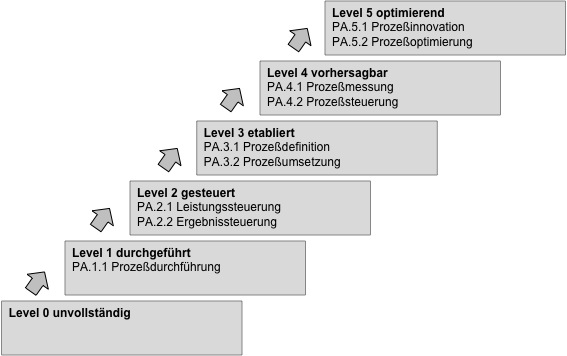
Reifegrade und Prozessattribute

### Reifegradanalyse
Die Reifegradanalyse ermöglicht die Qualitätsbeurteilung von Prozessen und ist von der Object Management Group (OMG) im Business Process Maturity Model (BPMM) als herstellerunabhängiger Standard erarbeitet. Sie unterstützen primär die Prozessverantwortlichen bei einem unternehmensweiten oder unternehmensübergreifendem Geschäftsprozessmanagement. Ähnliche Ansätze zur Reifegradanalyse gibt es auch in anderen Standards wie ISO/IEC 15504 oder SPICE (Software Process Improvement and Capability Determination), im EFQM-Modell oder bei TISAX.

### Kennzahlenanalyse
Kennzahlen, vor allem aus dem Controlling und der Logistik, lassen sich generell auch für das Management von Geschäftsprozessen anwenden. Beispiele hierzu sind:
- Durchlaufzeit: um festzustellen, wann man mit einem Ergebnis rechnen kann.
- Liegezeit: wie viel Verbesserungspotenzial steckt allein von der Zeit her in einem Prozess.
- Einarbeitungszeit oder Rüstzeit: muss ein Prozessbeteiligter zu oft die Aufgabe wechseln, steigt diese Zeit.
- Kommunikationskennzahlen (wer schickt zu wem, redet mit wem): es kann zweckmäßig sein, räumliche Nähe herzustellen.
- Arbeitszeit: wie lange braucht jemand, um eine Aufgabe zu erledigen.

Durch die Etablierung eines geeigneten Kennzahlensystems wird das Bereichscontrolling mit den zu steuernden Prozessen verbunden. Die Einzelschritte werden, falls sinnvoll, so abgebildet, dass im späteren Verlauf ein Regelkreis entsteht. So wird die Überwachung und eine frühzeitige Korrektur von Prozessabweichungen ermöglicht. Hierzu dienen zum Beispiel Qualitätskenngrößen, aber auch Zufriedenheitsfaktoren der Stakeholder oder einfache Terminvorgaben. Hierzu kann beispielsweise die Prozesskostenrechnung auf der monetären Seite verwendet werden oder eine Abweichungsanalyse die Verfahrenskennzahlen erfassen.
1. Die benötigte Zeit für die einzelnen Teilprozesse wird ermittelt.
2. Leistungsanforderungen werden festgelegt: jeder Geschäftsprozess hat mindestens zwei Schnittstellen: Erhalt von Anforderungen / Abgabe der Prozessleistung → Outputnormen werden vereinbart (sowohl mit Kunden als auch mit Lieferanten)
3. Leistungsmerkmale und Kontrollpunkte werden festgelegt (Durchlaufzeit, Qualität, Kosten, …).
4. Zeitliche (Durchlaufzeit minimieren, Auslastung maximieren) und räumliche (Anordnung der Arbeitsplätze entspricht der Prozessfolge → Transportwege werden minimiert) Gestaltung werden festgelegt.
5. Prozessdokumentation: Eine detaillierte und exakte Beschreibung der Geschäftsprozesse soll Transparenz schaffen – nicht nur für Arbeitnehmer, sondern auch für Lieferanten, Kunden, … (alle Beteiligte). Sie dient einem klaren und vor allem einheitlichen Verständnis bezüglich Ziele etc.

Königsdisziplin der Kennzahlenanalyse ist die Prozesskostenrechnung.

## Folgen der Prozessorientierung
Die Konsequenzen der Prozessorientierung werden in folgenden drei Bereichen ersichtlich.

### Organisation des Unternehmens
- Subsidiarität – Verlagerung von Befugnissen in niedrigere Hierarchieebenen. Dadurch werden größere Entscheidungsfreiräume geschaffen und Verantwortung auf die einzelnen Mitarbeiter übertragen.
- Zusammenfassung funktionell getrennter, aber prozessual zusammengehöriger Aufgaben, wodurch den Mitarbeitern Einblicke in die eigentliche Tätigkeit vor- und nachgelagerter Bereiche ermöglicht wird.

### Technische Infrastruktur
- Überprüfung bestehender Informationssysteme auf Prozessunterstützung
- Einführung neuer Arbeitsablauf- oder Arbeitsfluss-Systeme

### Führungsaufgaben
- Prozessmanagement verlangt eine neue und verbesserte Form der Unternehmensführung.
- Durch die Kundenorientierung gibt es den Trend, Prozesse beim Kunden beginnen und enden zu lassen. Diese Prozesskette verbindet einzelne Abteilungen miteinander.
- Mitarbeiter bekommen die Verantwortung für einzelne Prozesse übertragen (Prozessverantwortung) und können (teil)autonom über die Prozesskennzahlen geführt werden. Der Mitarbeiter erkennt seine Wichtigkeit und den Sinn seiner Arbeit innerhalb der Prozesskette, bekommt einen größeren Handlungsspielraum und sieht direkt die Erfolge seines Einsatzes auf seinen Verantwortungsbereich. Die Erfolgserlebnisse sowie die zusätzliche Verantwortung motivieren die Mitarbeiter.
- Die prozessorientierte Unternehmensführung benötigt aber auch die Information der Mitarbeiter, die auch über die Richtung der Unternehmensentwicklung informiert werden sollten. Deshalb wird eine Kommunikation der Visionen, der strategischen Leitlinien und operativen Handlungsziele an alle Mitarbeiter durch geeignete Kommunikationsmittel und Weiterbildung zunehmend wichtig.

## Entwicklung
Der Gedanke des Prozessmanagement ist nicht neu, ein kleiner historischer Abriss – bereits in den 1930er-Jahren weist F. Nordsieck in folgendem Zitat auf die Notwendigkeit einer an Prozessen ausgerichteten Unternehmensgestaltung hin:
„Der Betrieb ist in Wirklichkeit ein fortwährender Prozess, eine ununterbrochene Leistungskette […] Anzustreben ist in jedem Fall eine klare Prozessgliederung“ (Nordsieck 1932).
Nordsieck begründet damit zwar noch kein prozessorientiertes Konzept, bildet aber immerhin die gedankliche Grundlage, denn er erkennt den abstrakten Betriebsprozess als Grundlage für die Strukturierung der Aufbauorganisation. Lange Zeit beschäftigte man sich ausschließlich mit der Gestaltung der Aufbauorganisation. Dies führte zu einer Entfremdung vom Kunden sowie zu mangelnder Flexibilität und Schlagkraft am Markt und damit verbundenen Wettbewerbsnachteilen. Deshalb kam es zu einer Fokussierung auf die Qualität im Unternehmen und somit gewann auch die Prozessorientierung wieder an Bedeutung. Erste Arbeiten zu diesem Thema wurden jedoch erst in den 1980er-Jahren unter anderem von Michael Gaitanides und August-Wilhelm Scheer veröffentlicht.
In den letzten Jahren konnte in empirischen Studien eine positive Korrelation zwischen Unternehmensergebnis und gezielter BPM-Anwendung nachgewiesen werden. Noch bessere Ergebnisse konnten für Unternehmen, die BPM gezielt mit einer anderen Management-Methode wie Six Sigma kombinierten, aufgezeigt werden. Besonders gelebte Prozessorientierung kann die Umsatzrendite einer Organisation steigern.

## Standards und Zertifizierung
Die Begriffe Prozessmanagement, Geschäftsprozessmanagement oder Business Process Management (BPM) werden von den Marktteilnehmern genutzt, aber häufig unterschiedlich verstanden. Das liegt daran, dass es keine Organisation gibt, deren Definition im Sinne einer Standardisierung als allgemeingültig akzeptiert wird. Auf der einen Seite gibt es Institutionen wie etwa in Deutschland die Gesellschaft für Organisation, deren Augenmerk auf Methoden und Managementdisziplinen liegt. Auf der anderen Seite gibt es eine Reihe von Organisationen, die sich um die Standardisierungen von Workflow-/Prozesstechnologien kümmern wie die Workflow Management Coalition (WfMC), die Object Management Group (OMG) oder die Organization for the Advancement of Structured Information Standards (OASIS).
Zertifizierungen werden unter anderem von der Association of Business Process Management Professionals (ABPMP) (rund 1.800 Zertifizierte), der Gesellschaft für Prozessmanagement  aus Wien (rund 4.000 Zertifizierte), dem BPM Institute und der Object Management Group (rund 4.800 Zertifizierte) angeboten. In Verbreitung und Bekanntheitsgrad sind Zertifikate im Prozessmanagement weniger relevant als Zertifikate im Projektmanagement oder IT-Service-Management.

## Verwandte Begriffe
- Prozessautomatisierung (BPA)
- Optimierung von Geschäftsprozessen, oft im Zusammenhang mit Arbeitsablaufverwaltung
- Business Process Reengineering, Ansatz zu eher radikaler Veränderung der Geschäftsprozesse
- Prozessorientierte Ansätze zur kontinuierlichen Verbesserung: Kaizen/KVP, Six Sigma, Total-Quality-Management, EFQM-Modell, Total Cycle Time, ….
- Angewandtes Prozessmanagement in Bildungsinstitutionen: Bildungsprozessmanagement
- Verkaufsprozessmanagement

### Verbindung zur Informations- und Kommunikationstechnologie
Der Begriff ist in Bezug auf die Informations- und Kommunikationstechnik (IKT) in das folgende Umfeld einzuordnen:
- Business Service Management (BSM): Die Verbindung zwischen Prozessmanagement und ITSM.
- IT-Service-Management (ITSM): Methoden, die nötig sind, um die bestmögliche Unterstützung von Geschäftsprozessen (GP) durch die IT-Organisation zu erreichen. Der hier bekannte De-facto-Standard ist ITIL.
- Prozessmanagement (auch Geschäftsprozessverwaltung, GPM): Die Definition der Prozesse des Geschäftes, die durch die IT unterstützt werden.
- Serviceorientierte Architektur (SOA): Ein Managementkonzept für eine dienstorientierte Architektur der IKT.